# Wilhelm Anton Freytag
Wilhelm Anton Freytag, auch Wilhelm Anton Freitag (* 5. Mai 1801 in Plauen; † 9. August 1879 in Nürnberg), war ein deutscher Lehrer und Autor, dessen Aufnahme in das Haan`sche Sächsische Schriftsteller-Lexicon umstritten war.

## Leben und Wirken
Nach dem Schulbesuch und einer pädagogischen Ausbildung wurde Freytag 1832 Lehrer der französischen Sprache am Gymnasium in Plauen. 1841 und 1843 wird er als Lehrer für französische Sprache an der Gewerbeschule in Plauen genannt. 1862 wurde er am Gymnasium in Plauen zum neunten Oberlehrer ernannt. 1867 stieg er zum siebenten Oberlehrer auf.
Seine Aufnahme in das Sächsische Schriftsteller-Lexicon wurde in dem 1875 von Franz Hirsch herausgegebenen ersten Band des Salons für Literatur, Kunst und Gesellschaft stark kritisiert.

## Publikation
- Essai sur l’enseignement de la langue française dans les écoles réales en Saxe. (Plauen), 1861.